# جون ميرفي (مستشار)
جون ميرفي (بالإنجليزية: John Murphy)‏ هو شخصية أعمال بريطاني، ولد في 1946 في إسكس في المملكة المتحدة.